# Ascoli Piceno
Ascoli Picenoⓘ (łac. Asculum) – miasto i gmina, stolica prowincji we Włoszech, w regionie Marche, w prowincji Ascoli Piceno.
Według danych na styczeń 2009 gminę zamieszkiwało 51 540 osób przy gęstości zaludnienia 321,1 os./1 km².
Urodził tu się dyplomata papieski w państwach Ameryki Południowej abp Antonio Sabatucci.

## Miasta partnerskie
- Francja: Massy
- Niemcy: Trewir
- Słowacja: Bańska Bystrzyca
- Stany Zjednoczone: Chattanooga